# Syzygium wrightii
Syzygium wrightii là một loài thực vật thuộc họ Myrtaceae. Đây là loài đặc hữu của Seychelles.